# Louis Léger

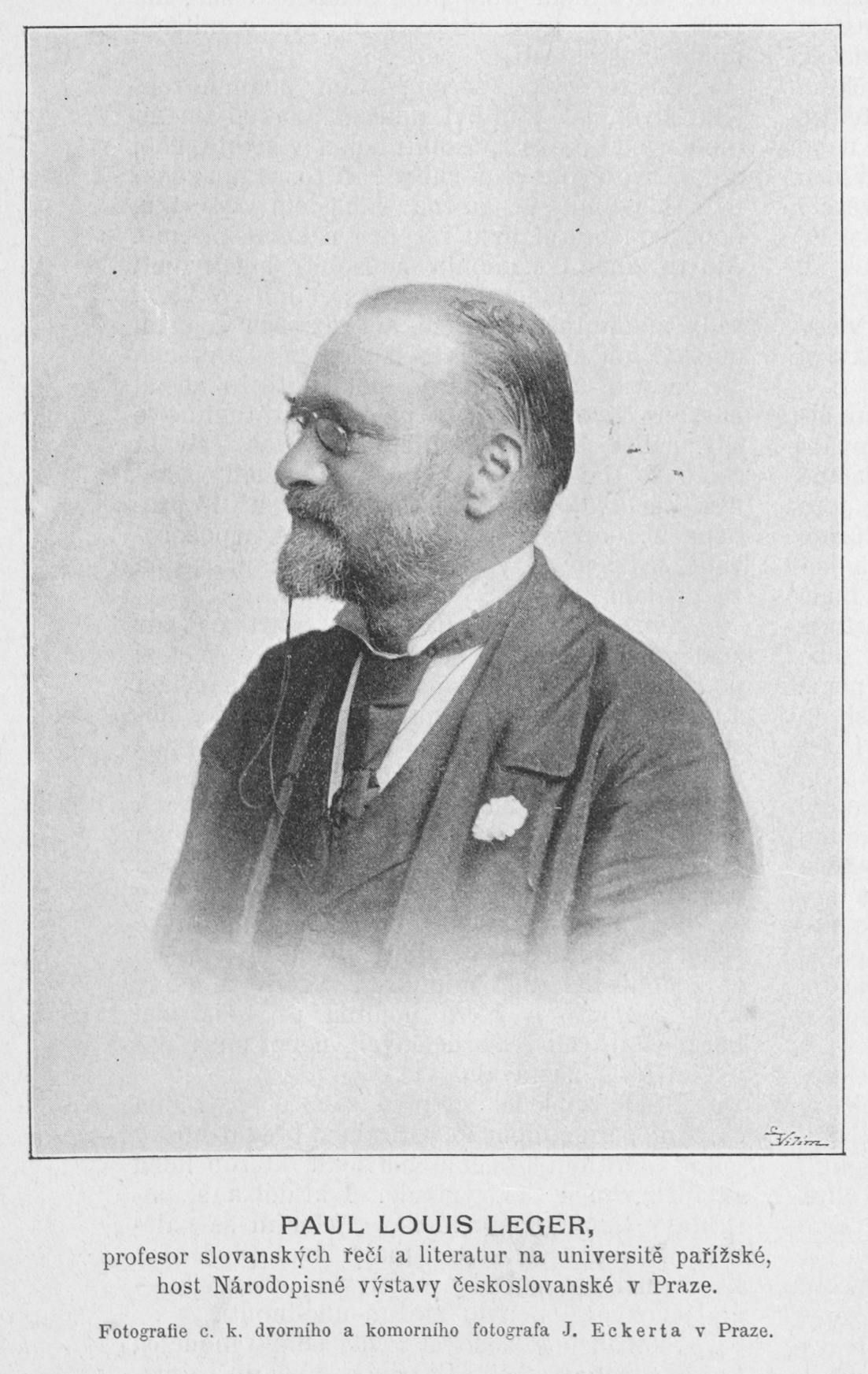
Louis Léger (1895)

Louis Léger (13. ledna 1843 Toulouse – 30. dubna 1923 Paříž) byl francouzský spisovatel a slavista.
Byl žákem Aleksandera Chodźka na Collège de France a v letech 1885–1923 zde sám zastával místo profesora langue et littérature slaves, tj. slovanských jazyků a literatury (pozici, která zde byla zřízena roku 1840 pro Adama Mickiewicze). Již v mládí podlehl módní polské vlně, zanechal studia práv a začal se věnovat studiu slovanských jazyků. V roce 1864 poprvé navštívil Prahu a později plynně hovořil i psal česky. V roce 1872 odjel z pověření francouzské vlády do Ruska, což jej výrazně ovlivnilo.
Věnoval se především počátkům slovanských dějin, mytologii a folkloristice a jeho práce se staly klíčovým zdrojem informací pro další západní autory. Ve svém díle zastával pozice panslavismu, soustavně se však zabýval i českými tématy.
8. ledna 1923, v předvečer 80. narozenin, byla na jeho počest pojmenována Legerova ulice v Praze (do té doby se nazývala Táborská).
Léger také inicioval stavbu nového pomníku českému králi Janu Lucemburskému v Kresčaku, jenž byl odhalen v roce 1905.

## Dílo
- La Crise autrichienne, Paris, 1868
- Histoire de Autriche-Hongrie, Paris, 1879
- Cours de Louis Léger, leçon d’ouverture au Collège de France, Revue bleue politique et littéraire, 1885
- La Bulgarie, Paris, 1885
- Nouvelles études slaves histoire et littérature, 1886
- Russes et Slaves, études politiques et littéraires, Hachette, 1890
- Le monde slave, études politiques et littéraires, Hachette, 1902
- Nicolas Gogol, 1913
- Moscou, 1910

### České překlady
- Paměti slavomilcovy, přel. Zorev, Praha, 1907